# Doe Castle
Doe Castle, eller Caisleán na dTuath, er en fæstning fra 1400-tallet, der ligger nær Creeslough i County Donegal, Irland. Den har været Clan tSuibhnes (Clan McSweeney) højborg, og har arkitektoniske paralleller til de skotske beboelsestårne. Den blev sandsynligvis opført i 1420. Det har været en af de stærkere fæstninger i det nordvestlige Irland. Borgen ligger på en lille halvø og er omgivet af vand på tre sider, og har en voldgrav i klippen på landsiden.
Borgen er i dag åben for offentligheden. Den irske sanger Brian McFadden friede til sin (nu eks-) kone, Kerry Katona, på borgen i 2011 på det samme sted som hans bedstefar i sin tid havde friet til hans bedstemor.